# Shiodome (métro de Tokyo)
Shiodome (汐留駅, Shiodome-eki) est une station du métro de Tokyo sur la ligne Ōedo dans l'arrondissement de Minato à Tokyo. C'est également une station de la ligne Yurikamome.

## Situation sur le réseau
La station de Shiodome est située au point kilométrique (PK) 19,1 de la ligne Yūrakuchō et au PK 0,4 de la ligne Yurikamome.

## Histoire
La station a été inaugurée le 12 décembre 2000 sur la ligne Ōedo. La ligne Yurikamome y arrive le 2 novembre 2002.

## Services aux voyageurs

### Accès et accueil
La station est ouverte tous les jours.
En moyenne, 52 610 voyageurs ont fréquenté quotidiennement la station en 2015 (côté métro Toei).

### Desserte
- Ligne Ōedo :
  - voie 1 : direction Ryōgoku
  - voie 2 : direction Roppongi
- Ligne Yurikamome :
  - voie 1 : direction Toyosu
  - voie 2 : direction Shimbashi

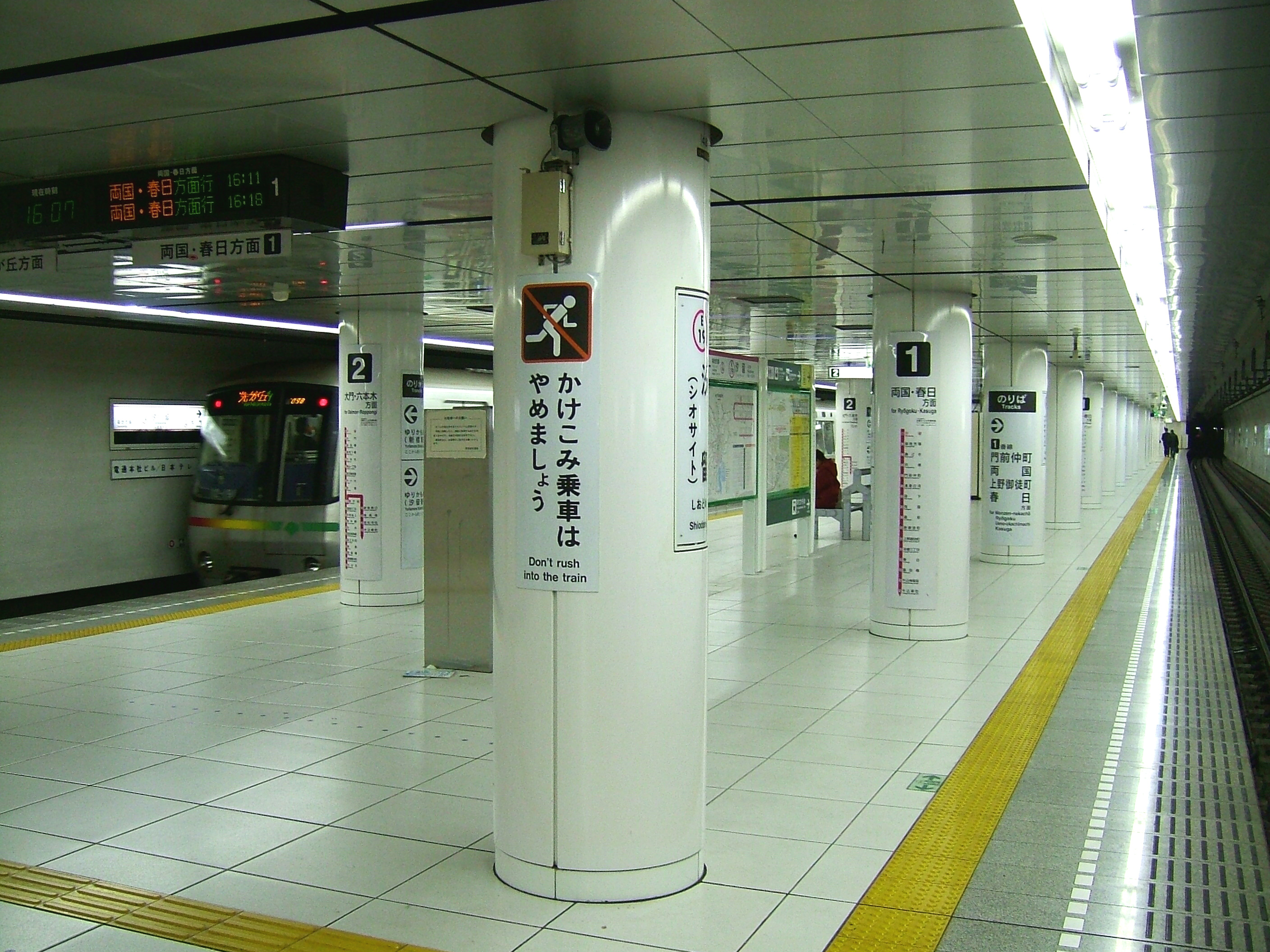
Quai de la ligne Ōedo
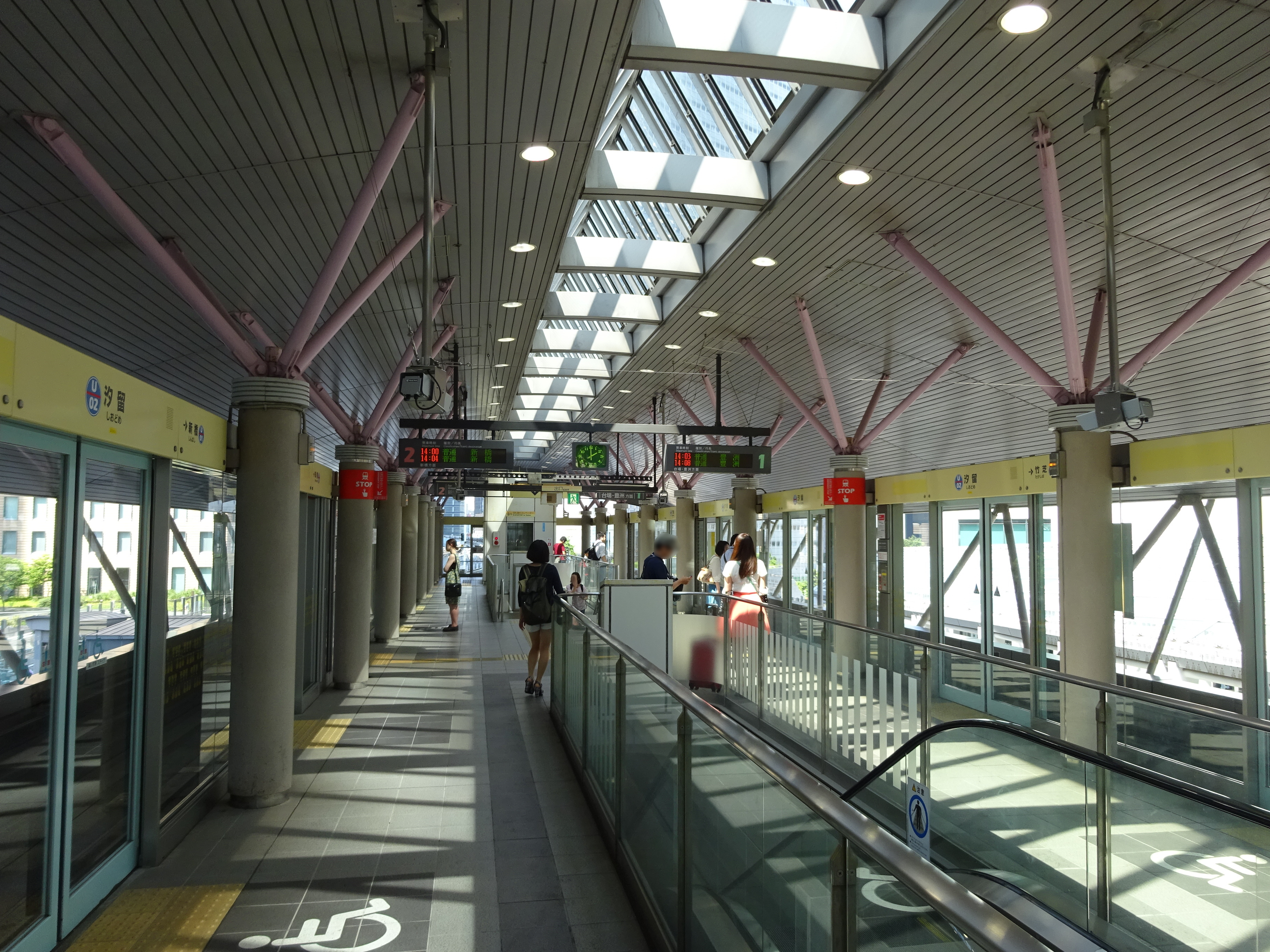
Quai de la ligne Yurikamome

## À proximité
- Shiodome
- Jardin Hama-Rikyū
- Gare de Shiodome